# 蓬田麻友
蓬田 麻友（よもぎた まゆ、2001年12月26日 - ）は、日本の女子バスケットボール選手である。ポジションはパワーフォワード。

## 来歴
福島県出身。
福島西高校でインターハイに出場した。
2020年、日立ハイテク クーガーズに加入した。
2025年、退団した。